# Moldavie aux Jeux olympiques d'hiver de 2002
La Moldavie participe aux Jeux olympiques d'hiver de 2002 à Salt Lake City.

## Athlètes engagés
La Moldavie a envoyé cinq athlètes à ces Jeux, trois hommes et trois femmes engagés dans trois sports : le biathlon, le ski de fond et la luge.